# Dieta de Galitzia y Lodomeria
La Dieta o régimen del Reino de Galicia y Lodomeria, y del Gran Ducado de Cracovia fue la asamblea regional del Reino de Galicia y Lodomeria, una tierra de la corona del Imperio austríaco, y más tarde de Austria-Hungría.   En la historia de los parlamentos polacos, se le considera el sucesor del antiguo sejm walny, o sejm general del Reino de Polonia y de la Mancomunidad polaco-lituana, y también de los sejmik, o consejos locales, en los territorios de la Partición Austríaca . Existió desde 1861 hasta la disolución de Austria-Hungría en 1918.

## Nombre
La naturaleza multiétnica del reino hizo que la dieta tuviera múltiples nombres. En alemán, la lengua franca de Cisleitania (parte noroccidental de la monarquía), se llamaba Landtag von Galizien und Lodomerien, que significa "Dieta de Galicia y Lodomeria".En polaco, se llamaba Sejm krajowy, que significa "Sejm de la tierra", o sejm lwowski, que significa "Sejm de Lwów".  En ucraniano, se llamaba Га́лицький крайови́й сейм, transcrito Hálytsʹkyy krayovýy seym, que significa 'Sejm de Galicia'.
Landtag es una palabra alemana que significa "asamblea regional" o "dieta". En polaco y ucraniano, la palabra utilizada era Sejm (este último también utilizaba la versión Sojm ).

## Historia

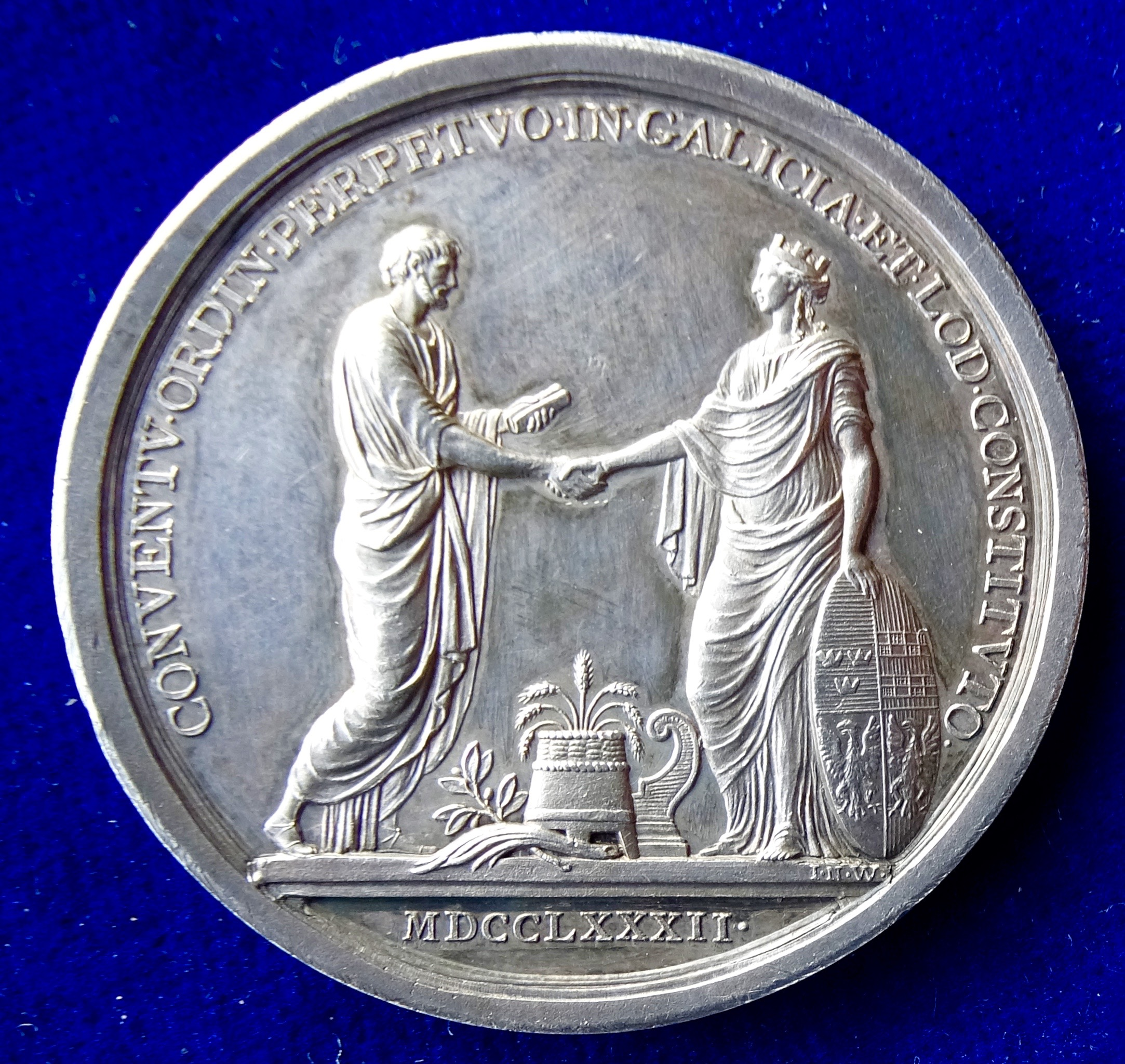
Medalla de 1782 conmemorativa de la constitución del parlamento en Galicia y Lodomeria por José II, Emperador del Sacro Imperio Romano Germánico. Muestra una representación alegórica de la ley imperial (izquierda) siendo entregada a la figura alegórica de Galicia con su escudo mostrando los escudos de las tierras.

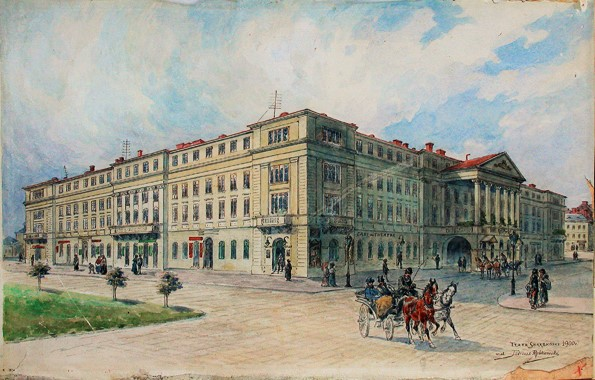
Antigua sede de la dieta de 1861 a 1880, hoy Teatro Maria Zankovetska

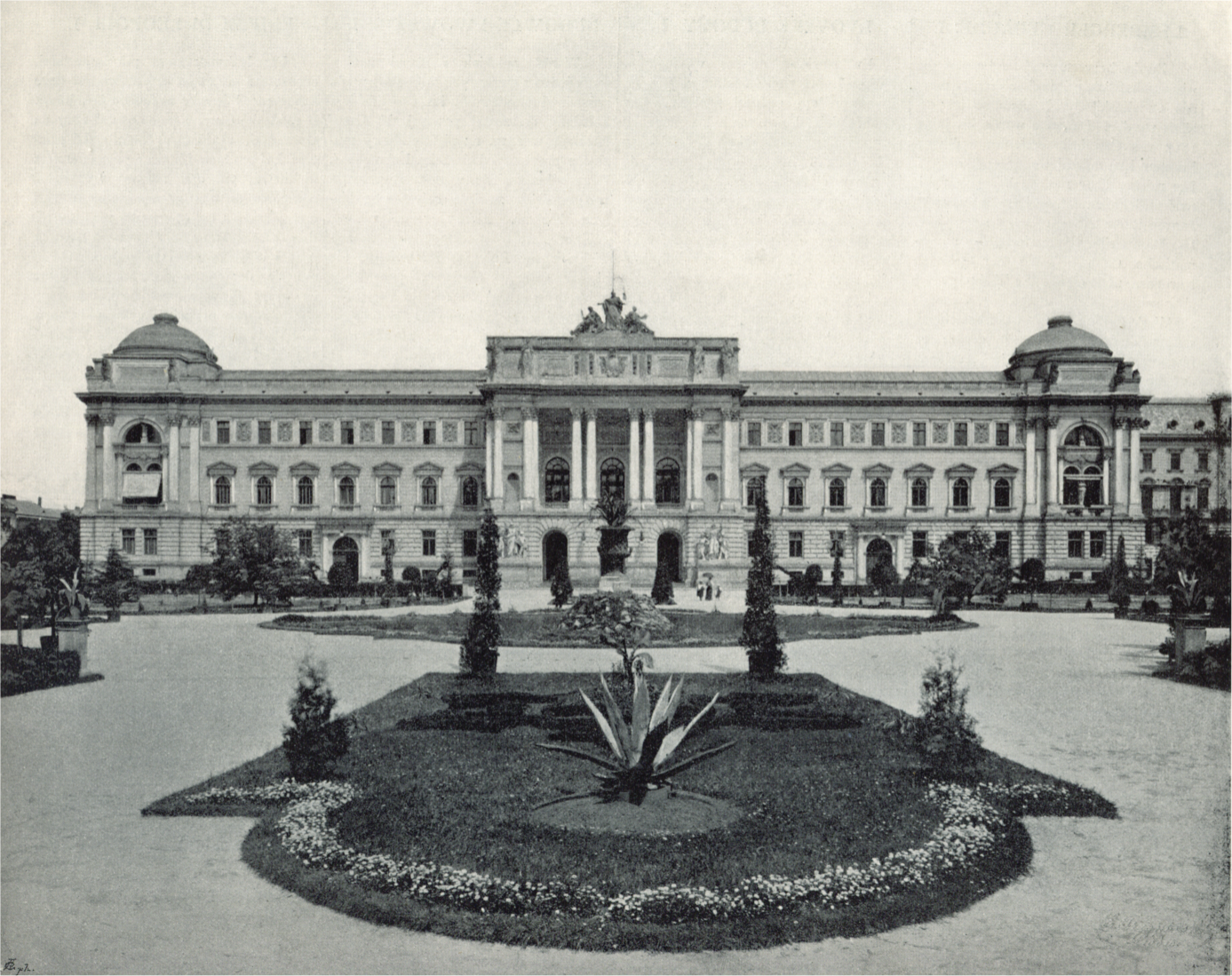
Sede de la Dieta de Galicia de 1881 a 1918, actualmente propiedad de la Universidad de Lviv

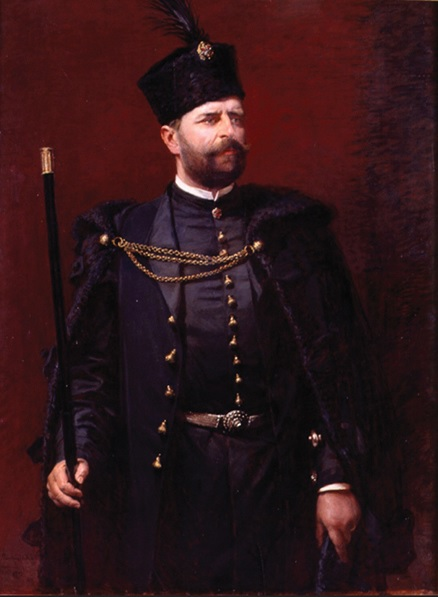
Duque Alfred Józef Potocki, mariscal del Sejm gallego en 1875

Partes de los territorios de la Pequeña Polonia de la Commonwealth polaco-lituana se incluyeron en la partición austríaca ya en la Primera partición de Polonia en 1772.  Aproximadamente desde 1775 hasta 1848, con varias lagunas, la tierra de la corona de Galicia tuvo un cuerpo parlamentario relativamente impotente, conocido originalmente como el Postulado Sejm (en polaco: sejm postulatowy) y desde 1817, como Estados de Galicia ( en polaco: stany galicyjskie). La Dieta de Galicia y Lodomeria, que se formó en 1861 tras la promulgación del Diploma de Octubre por el emperador Francisco José I, tenía más poder real que sus predecesoras. En la tradición parlamentaria polaca, se considera que continuó la historia del sejm general y los sejmiks regionales en las tierras de la Pequeña Polonia y Rutenia.  
La Dieta estuvo inicialmente dominada por los nobles polacos, pero con el tiempo vio el surgimiento de una fuerte facción campesina. Otro cambio notable a lo largo del tiempo incluyó el surgimiento de un bloque ruteno (ucraniano), que cambió el equilibrio de poder dentro del organismo. En general, la Dieta conservó la tradición parlamentaria polaca durante una época en la que decayó con la Partición Prusiana y la Partición Rusa, y vio el surgimiento de los principales partidos y agrupaciones políticas que dominarían la vida política de la Segunda República Polaca después de la Guerra Mundial. Primera Guerra. El líder del movimiento campesino polaco en la Segunda República Polaca, Wincenty Witos, adquirió su experiencia en la Dieta, elegida por primera vez en 1908.  De manera similar, los nacionaldemócratas y los socialistas polacos tenían sus bloques políticos en la dieta en esa época. 

## Composición y organización
Según lo establecido por la Patente de febrero de 1861, la Dieta era unicameral, y estaba integrada por 150 diputados. Todos menos nueve fueron elegidos por cuatro " Curiae " diferentes, o asambleas de clases sociales. En el Consejo Imperial de Cisleitania también se utilizó un sistema electoral basado en curiae, hasta 1907.
- La Curia de los terratenientes estaba formada por cincuenta y dos electores elegidos entre las personas que poseían tierras que anteriormente habían pertenecido a la nobleza feudal y pagaban al menos 100 florines al año en impuestos.  Estos electores tenían derecho a elegir cuarenta y cuatro diputados a la Dieta.
- La Curia de las Cámaras de Comercio estaba formada por treinta y nueve electores de las cámaras de comercio de Lemberg, Cracovia y Brody .  Estos electores tenían derecho a elegir tres diputados, uno de la cámara de comercio de cada ciudad.
- La Curia de las Ciudades estaba formada por 2264 electores de ciudades importantes. La posición de "elector" se otorgaba en función del estatus: aquellos dentro de los dos tercios del tramo impositivo más alto eran elegibles, y otros lo eran en función de su educación o porque ocupaban un cargo importante. Los electores solían ser miembros del clero, oficinistas, médicos, profesores de escuelas secundarias y directores de escuelas primarias. Estos electores tenían derecho a elegir veintitrés (aumentados a 26 en 1863; 31 en 1900) diputados a la Dieta.
- La Curia de Otros Municipios estaba formada por 8.764 electores procedentes de pequeños propietarios rurales. Hubo dos etapas en la votación para esta curia. En la primera etapa, el sufragio se determinó de la misma manera que en la Curia de las Ciudades: eran elegibles aquellos que se encontraban en los dos tercios del tramo impositivo más alto, con un alto nivel de educación o un cargo importante. Estos votantes eligieron a los electores, quienes luego eligieron setenta y cuatro diputados a la Dieta, cada uno de los cuales tenía una circunscripción equivalente a un distrito rural.
- Nueve diputados se sentaron ex officio: dos rectores de universidades y siete arzobispos y obispos. Los nueve iniciales estaban compuestos por tres obispos greco-católicos, tres obispos católicos romanos y un obispo católico armenio, junto con representantes de la Universidad de Lemberg y la Universidad de Cracovia. Posteriormente se agregaron tres escaños: un representante católico romano adicional, uno para la Universidad Politécnica de Lemberg y otro para la Academia de Estudios de Cracovia.

Este sistema de sufragio limitado hizo que la clase terrateniente predominantemente polaca dominara la Dieta.Si bien sólo constituían alrededor del 0,4% de la población, ocupaban el 28,2% de los escaños de la Dieta. Los pequeños propietarios rurales, por otra parte, constituían alrededor del 95% de la población, pero sólo ocupaban el 52,3% de los escaños en la Dieta. Este sistema también sesgó la representación de diferentes etnias en la Dieta. Si bien los rutenos constituían aproximadamente el 40% de la población de Galicia, sólo ocupaban el 15% de los escaños en la Dieta, ya que vivían principalmente en comunidades rurales.La reforma del sistema de sufragio a finales de 1913 añadió una quinta curia para el campesinado superior, que tenía derecho a elegir veinte diputados. Debido al estallido de la Primera Guerra Mundial, no se celebraron más elecciones a la Dieta y, por tanto, la quinta curia sólo existía en el papel.
Las elecciones no se celebraban según un calendario regular; por lo general ocurrían cada cinco o seis años, por decreto del Emperador.  Así, el mandato de los diputados duró unos seis años. La Dieta tuvo diez elecciones: 1861, 1867, 1870, 1877, 1883, 1889, 1889, 1895, 1901, 1908 y la última, en 1913. 
Al principio, los diputados se reunieron en el Teatro Skarbek (hoy Teatro Dramático Nacional Académico Ucraniano Maria Zankovetska ). A partir de 1881, la Dieta se reunió en un edificio de nueva construcción diseñado por el arquitecto Juliusz Hochberger y con un programa de escultura arquitectónica de Teodor Rygier . El edificio ahora es propiedad de la Universidad de Lviv . 

## Competencias
En el período de 1861 a 1873, la Dieta eligió a 38 representantes entre sus diputados para ser enviados al Consejo Imperial de Cisleitania. 
La Dieta tenía poderes legislativos. La iniciativa legislativa estaba en manos del Emperador, junto con el ejecutivo de la Dieta (seis diputados y el mariscal) y todos los diputados individuales. Podría debatir y aprobar leyes relacionadas con muchas cuestiones en el campo de la educación, la cultura, el bienestar, la justicia, las obras públicas, la administración, la religión y el ejército. También podría imponer impuestos complementarios, hasta el 10% del impuesto directo. 

### Mariscal y Vicemariscal
El puesto de 'mariscal' equivalía al puesto de '"portavoz" en los parlamentos al estilo de Westminster. El mariscal era considerado el presidente de la Dieta.
- Príncipe León Sapieha (11 de abril de 1861-19 de marzo de 1875)
  - Spiridon Lytvynovych (1861–1868)
  - Julián Lawriwsky (1869–1872)
  - Iván Stupnytsky (1873-1875)
- Conde Alfred Józef Potocki (19 de marzo - diciembre de 1875)
  - Iván Stupnytskyi (1875)
- Conde Włodzimierz Dzieduszycki (7 de marzo de 1876-1876)
  - Iván Stupnytsky (1875-1876)
- Conde Ludwik Wodzicki (8 de agosto de 1877-1881)
  - Iván Stupnytskyi (1877–1881)
- Mikołaj Zyblikiewicz (14 de septiembre de 1881-6 de noviembre de 1886)
  - Iván Stupnytsky (1881-1882)
  - Silvestre Sembratovich (1883–1886)
- Conde Jan Tarnowski (18 de noviembre de 1886-1890)
  - Silvestre Sembratovich (1886–1890)
- Príncipe Eustachy Sanguszko (14 de octubre de 1890-24 de septiembre de 1895)
  - Silvestre Sembratovich (1890–1895)
- Conde Stanisław Badeni (31 de octubre de 1895 - 7 de octubre de 1901), primera vez
  - Silvestre Sembratovich (1895–1897)
  - Kostyantyn Chéjovich (1897-1901)
- Conde Andrzej Kazimierz Potocki (9 de octubre de 1901 - 1903)
  - Andréi Sheptytsky (1901-1903)
- Conde Stanisław Badeni (26 de junio de 1903 - 2 de abril de 1913), segunda vez
  - Andréi Sheptytsky (1903-1910)
  - Kostyantyn Chéjovich (1912)
  - Andréi Sheptytsky (1913)
- Adam Gołuchowski von Gołuchowo (5 de diciembre de 1913-15 de abril de 1914)
  - Kostyantyn Chéjovich (1913-1914)
- Stanisław Niezabitowski (15 de mayo de 1914 - noviembre de 1918)

## Miembros destacados
Los miembros notables de la Dieta de Galicia y Lodomeria incluyen: 
- Dawid Abrahamowicz
- Stanisław M Badeni
- Michał Bobrzyński
- Jakub Bojko
- Julian A. Dunajewski
- Aleksander Fredro
- Adam Gołuchowski
- Agenor Gołuchowski
- Kazimierz Grocholski
- Stepan Kachala
- Hryhoriy Khomyshyn
- Stanisław Niezbitowski
- Anthony Petrushevych
- Eustachy Sanguszko
- Leon Sapieha
- Lonhyn Tsehelsky
- Franciszek Smolka
- Jan Stapiński
- Ludwik Wodzicki
- Hryhoriy Yakhymovych
- Filip Zaleski
- Wacław Artur Zaleski
- Mikołaj Zyblikiewicz